# Anamixis stebbingi
Anamixis stebbingi är en kräftdjursart som beskrevs av Walker 1904. Anamixis stebbingi ingår i släktet Anamixis och familjen Leucothoidae. Inga underarter finns listade i Catalogue of Life.